# Lista över fotbollsövergångar i Sverige sommaren 2017
Detta är en lista över fotbollsövergångar i Sverige sommaren 2017.
Endast övergångar i Allsvenskan och Superettan är inkluderade.

## Allsvenskan

### AFC Eskilstuna
| Nr | Land            | Pos | Namn                                           |
| -- | --------------- | --- | ---------------------------------------------- |
|    | Afghanistan     | MF  | Farshad Noor (från Roda)                       |
|    | England         | F   | Andrew Fox (från Stevenage)                    |
|    | Nigeria         | F   | Taye Taiwo (från Lausanne-Sport)               |
|    | Brasilien       | MF  | Wanderson Cavalcante Melo (från Clube Andraus) |
|    | Afghanistan     | MF  | Sharif Mukhammad (från Spartak Naltjik)        |
|    | Elfenbenskusten | MF  | Abdul Razak (Inlånad från IFK Göteborg)        |

| Nr | Land            | Pos | Namn                                           |
| -- | --------------- | --- | ---------------------------------------------- |
|    | Afghanistan     | MF  | Farshad Noor (från Roda)                       |
|    | England         | F   | Andrew Fox (från Stevenage)                    |
|    | Nigeria         | F   | Taye Taiwo (från Lausanne-Sport)               |
|    | Brasilien       | MF  | Wanderson Cavalcante Melo (från Clube Andraus) |
|    | Afghanistan     | MF  | Sharif Mukhammad (från Spartak Naltjik)        |
|    | Elfenbenskusten | MF  | Abdul Razak (Inlånad från IFK Göteborg)        |

| Nr | Land     | Pos | Namn                                                |
| -- | -------- | --- | --------------------------------------------------- |
|    | Kosovo   | MF  | Anel Raskaj (till KF Prishtina)                     |
|    | Ghana    | MF  | Emmanuel Frimpong (till Ermis Aradippou)            |
|    | Sverige  | MV  | Cem Alpek (till Ümraniyespor)                       |
|    | Tanzania | A   | Thomas Ulimwengu (Klubb ej klar)                    |
|    | Sverige  | MF  | Rinor Nushi (Utlånad till Västerås SK)              |
|    | Sverige  | F   | Bun-Dawda Sowe (Utlånad till Arameisk-Syrianska IF) |
|    | Sverige  | F   | Michel Dado Termanini (Utlånad till Syrianska FC)   |
|    | Sverige  | MF  | Haris Cirak (Utlånad till Elverum)                  |

| Nr | Land     | Pos | Namn                                                |
| -- | -------- | --- | --------------------------------------------------- |
|    | Kosovo   | MF  | Anel Raskaj (till KF Prishtina)                     |
|    | Ghana    | MF  | Emmanuel Frimpong (till Ermis Aradippou)            |
|    | Sverige  | MV  | Cem Alpek (till Ümraniyespor)                       |
|    | Tanzania | A   | Thomas Ulimwengu (Klubb ej klar)                    |
|    | Sverige  | MF  | Rinor Nushi (Utlånad till Västerås SK)              |
|    | Sverige  | F   | Bun-Dawda Sowe (Utlånad till Arameisk-Syrianska IF) |
|    | Sverige  | F   | Michel Dado Termanini (Utlånad till Syrianska FC)   |
|    | Sverige  | MF  | Haris Cirak (Utlånad till Elverum)                  |

### AIK
| Nr | Land      | Pos | Namn                                            |
| -- | --------- | --- | ----------------------------------------------- |
|    | Argentina | A   | Nicolás Stefanelli (från Defensa y Justicia)    |
|    | Sverige   | F   | Rasmus Lindkvist (från Vålerengen)              |
|    | Finland   | MF  | Robert Taylor (från RoPS)                       |
|    | Nigeria   | A   | Chinedu Obasi (från Shenzhen)                   |
|    | Argentina | F   | Agustin Gómez (Inlånad från Defensa y Justicia) |

| Nr | Land      | Pos | Namn                                            |
| -- | --------- | --- | ----------------------------------------------- |
|    | Argentina | A   | Nicolás Stefanelli (från Defensa y Justicia)    |
|    | Sverige   | F   | Rasmus Lindkvist (från Vålerengen)              |
|    | Finland   | MF  | Robert Taylor (från RoPS)                       |
|    | Nigeria   | A   | Chinedu Obasi (från Shenzhen)                   |
|    | Argentina | F   | Agustin Gómez (Inlånad från Defensa y Justicia) |

| Nr | Land                    | Pos | Namn                                                |
| -- | ----------------------- | --- | --------------------------------------------------- |
|    | Bosnien och Hercegovina | A   | Sulejman Krpić (till Sloboda Tuzla)                 |
|    | Finland                 | F   | Sauli Väisänen (till SPAL)                          |
|    | Ghana                   | F   | Patrick Kpozo (till Östersunds FK)                  |
|    | Irak                    | MF  | Ahmed Yasin (Utlånad till BK Häcken)                |
|    | Sverige                 | MF  | Rickson Mansiamina (Utlånad till Syrianska FC)      |
|    | Finland                 | A   | Eero Markkanen (Utlånad till Dynamo Dresden)        |
|    | Sverige                 | MF  | Anton Salétros (Utlånad till Újpest)                |
|    | Kroatien                | F   | Stipe Vrdoljak (Återvänder efter lån till Novigrad) |

| Nr | Land                    | Pos | Namn                                                |
| -- | ----------------------- | --- | --------------------------------------------------- |
|    | Bosnien och Hercegovina | A   | Sulejman Krpić (till Sloboda Tuzla)                 |
|    | Finland                 | F   | Sauli Väisänen (till SPAL)                          |
|    | Ghana                   | F   | Patrick Kpozo (till Östersunds FK)                  |
|    | Irak                    | MF  | Ahmed Yasin (Utlånad till BK Häcken)                |
|    | Sverige                 | MF  | Rickson Mansiamina (Utlånad till Syrianska FC)      |
|    | Finland                 | A   | Eero Markkanen (Utlånad till Dynamo Dresden)        |
|    | Sverige                 | MF  | Anton Salétros (Utlånad till Újpest)                |
|    | Kroatien                | F   | Stipe Vrdoljak (Återvänder efter lån till Novigrad) |

### BK Häcken
| Nr | Land    | Pos | Namn                                     |
| -- | ------- | --- | ---------------------------------------- |
|    | Sverige | MF  | Mervan Celik (från Akhisar Belediyespor) |
|    | Sverige | A   | Mathias Ranégie (från Watford)           |
|    | Irak    | MF  | Ahmed Yasin (Inlånad från AIK)           |

| Nr | Land    | Pos | Namn                                     |
| -- | ------- | --- | ---------------------------------------- |
|    | Sverige | MF  | Mervan Celik (från Akhisar Belediyespor) |
|    | Sverige | A   | Mathias Ranégie (från Watford)           |
|    | Irak    | MF  | Ahmed Yasin (Inlånad från AIK)           |

| Nr | Land    | Pos | Namn                                         |
| -- | ------- | --- | -------------------------------------------- |
|    | Sverige | A   | Shkodran Maholli (till IK Sirius)            |
|    | Sverige | MF  | Gustav Berggren (Utlånad till Varbergs BoIS) |
|    | Sverige | A   | Albin Skoglund (Utlånad till Örgryte IS)     |

| Nr | Land    | Pos | Namn                                         |
| -- | ------- | --- | -------------------------------------------- |
|    | Sverige | A   | Shkodran Maholli (till IK Sirius)            |
|    | Sverige | MF  | Gustav Berggren (Utlånad till Varbergs BoIS) |
|    | Sverige | A   | Albin Skoglund (Utlånad till Örgryte IS)     |

### Djurgårdens IF
| Nr | Land    | Pos | Namn                                                 |
| -- | ------- | --- | ---------------------------------------------------- |
|    | Norge   | A   | Julian Kristoffersen (från FC Köpenhamn)             |
|    | Sverige | A   | Gustav Engvall (Inlånad från Bristol City)           |
|    | Sverige | MV  | Oscar Jonsson (Återvänder efter lån från Enskede IK) |

| Nr | Land    | Pos | Namn                                                 |
| -- | ------- | --- | ---------------------------------------------------- |
|    | Norge   | A   | Julian Kristoffersen (från FC Köpenhamn)             |
|    | Sverige | A   | Gustav Engvall (Inlånad från Bristol City)           |
|    | Sverige | MV  | Oscar Jonsson (Återvänder efter lån från Enskede IK) |

| Nr | Land    | Pos | Namn                                              |
| -- | ------- | --- | ------------------------------------------------- |
|    | Sverige | MF  | Joseph Ceesay (Utlånad till IK Frej)              |
|    | Sverige | MF  | Jesper Karlström (Utlånad till IF Brommapojkarna) |

| Nr | Land    | Pos | Namn                                              |
| -- | ------- | --- | ------------------------------------------------- |
|    | Sverige | MF  | Joseph Ceesay (Utlånad till IK Frej)              |
|    | Sverige | MF  | Jesper Karlström (Utlånad till IF Brommapojkarna) |

### GIF Sundsvall
| Nr | Land    | Pos | Namn                                              |
| -- | ------- | --- | ------------------------------------------------- |
|    | England | MV  | Lloyd Saxton (Återvänder efter lån från Levanger) |

| Nr | Land    | Pos | Namn                                              |
| -- | ------- | --- | ------------------------------------------------- |
|    | England | MV  | Lloyd Saxton (Återvänder efter lån från Levanger) |

| Nr | Land    | Pos | Namn                                |
| -- | ------- | --- | ----------------------------------- |
|    | Sverige | MF  | Jaudet Salih (Utlånad till IK Frej) |

| Nr | Land    | Pos | Namn                                |
| -- | ------- | --- | ----------------------------------- |
|    | Sverige | MF  | Jaudet Salih (Utlånad till IK Frej) |

### Halmstads BK
| Nr | Land            | Pos | Namn                                                               |
| -- | --------------- | --- | ------------------------------------------------------------------ |
|    | Sverige         | A   | Johan Oremo (från Gefle IF)                                        |
|    | Island          | MF  | Höskuldur Gunnlaugsson (från Breidablik)                           |
|    | Sverige         | MF  | Pontus Silfwer (från Mjøndalen)                                    |
|    | Island          | A   | Tryggvi Hrafn Haraldsson (från Akranes)                            |
|    | Elfenbenskusten | MF  | Aboubakar Keita (Inlånad från FC Köpenhamn)                        |
|    | Sverige         | A   | Rasmus Wiedesheim-Paul (Återvänder efter lån från Landskrona BoIS) |

| Nr | Land            | Pos | Namn                                                               |
| -- | --------------- | --- | ------------------------------------------------------------------ |
|    | Sverige         | A   | Johan Oremo (från Gefle IF)                                        |
|    | Island          | MF  | Höskuldur Gunnlaugsson (från Breidablik)                           |
|    | Sverige         | MF  | Pontus Silfwer (från Mjøndalen)                                    |
|    | Island          | A   | Tryggvi Hrafn Haraldsson (från Akranes)                            |
|    | Elfenbenskusten | MF  | Aboubakar Keita (Inlånad från FC Köpenhamn)                        |
|    | Sverige         | A   | Rasmus Wiedesheim-Paul (Återvänder efter lån från Landskrona BoIS) |

| Nr | Land       | Pos | Namn                                      |
| -- | ---------- | --- | ----------------------------------------- |
|    | Sverige    | MF  | Rebin Asaad (till Hammarby IF)            |
|    | Sverige    | A   | Fredrik Olsson (till Jönköpings Södra IF) |
|    | Sverige    | MF  | Alexander Henningsson (till Fredrikstad)  |
|    | Sverige    | MF  | Simon Silverholt (till GAIS)              |
|    | Montenegro | MF  | Sead Haksabanovic (till West Ham United)  |
|    | Sverige    | MF  | Ivo Pekalski (till Oxford United)         |

| Nr | Land       | Pos | Namn                                      |
| -- | ---------- | --- | ----------------------------------------- |
|    | Sverige    | MF  | Rebin Asaad (till Hammarby IF)            |
|    | Sverige    | A   | Fredrik Olsson (till Jönköpings Södra IF) |
|    | Sverige    | MF  | Alexander Henningsson (till Fredrikstad)  |
|    | Sverige    | MF  | Simon Silverholt (till GAIS)              |
|    | Montenegro | MF  | Sead Haksabanovic (till West Ham United)  |
|    | Sverige    | MF  | Ivo Pekalski (till Oxford United)         |

### Hammarby IF
| Nr | Land    | Pos | Namn                              |
| -- | ------- | --- | --------------------------------- |
|    | Danmark | F   | Mads Fenger (från Randers)        |
|    | Danmark | MF  | Jeppe Andersen (från Esbjerg)     |
|    | Sverige | MV  | Benny Lekström (från IK Sirius)   |
|    | Sverige | MF  | Rebin Asaad (från Halmstads BK)   |
|    | Sverige | MV  | Johan Wiland (från Malmö FF)      |
|    | Sverige | MF  | Muamer Tankovic (från AZ Alkmaar) |
|    | Sverige | F   | Oscar Krusnell (från Sunderland)  |
|    | Norge   | A   | Sander Svendsen (från Molde)      |

| Nr | Land    | Pos | Namn                              |
| -- | ------- | --- | --------------------------------- |
|    | Danmark | F   | Mads Fenger (från Randers)        |
|    | Danmark | MF  | Jeppe Andersen (från Esbjerg)     |
|    | Sverige | MV  | Benny Lekström (från IK Sirius)   |
|    | Sverige | MF  | Rebin Asaad (från Halmstads BK)   |
|    | Sverige | MV  | Johan Wiland (från Malmö FF)      |
|    | Sverige | MF  | Muamer Tankovic (från AZ Alkmaar) |
|    | Sverige | F   | Oscar Krusnell (från Sunderland)  |
|    | Norge   | A   | Sander Svendsen (från Molde)      |

| Nr | Land    | Pos | Namn                                          |
| -- | ------- | --- | --------------------------------------------- |
|    | Sverige | F   | Richard Magyar (till Greuther Fürth)          |
|    | Sverige | MF  | Johan Persson (till Helsingborgs IF)          |
|    | Norge   | MF  | Fredrik Torsteinbø (till Viking Stavanger)    |
|    | Sverige | MV  | Tim Markström (Klubb ej klar)                 |
|    | Ghana   | F   | Joseph Aidoo (till Genk)                      |
|    | Island  | MV  | Ögmundur Kristinsson (till Excelsior)         |
|    | Sverige | MF  | Dusan Jajic (Utlånad till IK Frej)            |
|    | Sverige | A   | Imad Khalili (Utlånad till IF Brommapojkarna) |

| Nr | Land    | Pos | Namn                                          |
| -- | ------- | --- | --------------------------------------------- |
|    | Sverige | F   | Richard Magyar (till Greuther Fürth)          |
|    | Sverige | MF  | Johan Persson (till Helsingborgs IF)          |
|    | Norge   | MF  | Fredrik Torsteinbø (till Viking Stavanger)    |
|    | Sverige | MV  | Tim Markström (Klubb ej klar)                 |
|    | Ghana   | F   | Joseph Aidoo (till Genk)                      |
|    | Island  | MV  | Ögmundur Kristinsson (till Excelsior)         |
|    | Sverige | MF  | Dusan Jajic (Utlånad till IK Frej)            |
|    | Sverige | A   | Imad Khalili (Utlånad till IF Brommapojkarna) |

### IF Elfsborg
| Nr | Land    | Pos | Namn                                     |
| -- | ------- | --- | ---------------------------------------- |
|    | Sverige | MF  | Samuel Holmén (från İstanbul Başakşehir) |

| Nr | Land    | Pos | Namn                                     |
| -- | ------- | --- | ---------------------------------------- |
|    | Sverige | MF  | Samuel Holmén (från İstanbul Başakşehir) |

| Nr | Land | Pos | Namn |
| -- | ---- | --- | ---- |

| Nr | Land | Pos | Namn |
| -- | ---- | --- | ---- |

### IFK Göteborg
| Nr | Land    | Pos | Namn                                                      |
| -- | ------- | --- | --------------------------------------------------------- |
|    | Sverige | F   | Kristopher Da Graca (från Arsenal)                        |
|    | Norge   | MF  | Vajebah Sakor (Inlånad från Juventus)                     |
|    | Kanada  | F   | Sam Adekugbe (Inlånad från Vancouver Whitecaps)           |
|    | Sverige | F   | Billy Nordström (Återvänder efter lån från Varbergs BoIS) |

| Nr | Land    | Pos | Namn                                                      |
| -- | ------- | --- | --------------------------------------------------------- |
|    | Sverige | F   | Kristopher Da Graca (från Arsenal)                        |
|    | Norge   | MF  | Vajebah Sakor (Inlånad från Juventus)                     |
|    | Kanada  | F   | Sam Adekugbe (Inlånad från Vancouver Whitecaps)           |
|    | Sverige | F   | Billy Nordström (Återvänder efter lån från Varbergs BoIS) |

| Nr | Land            | Pos | Namn                                                              |
| -- | --------------- | --- | ----------------------------------------------------------------- |
|    | Australien      | F   | Scott Jamieson (till Melbourne City)                              |
|    | Danmark         | MF  | Mads Albæk (till Kaiserslautern)                                  |
|    | Sverige         | F   | Mattias Bjärsmyr (till Sivasspor)                                 |
|    | Elfenbenskusten | MF  | Abdul Razak (Utlånad till AFC Eskilstuna)                         |
|    | Ghana           | MF  | Lawson Sabah (Utlånad till Varbergs BoIS)                         |
|    | Sverige         | MV  | John Alvbåge (Utlånad till Stabaek)                               |
|    | Norge           | MF  | Henrik Björdal (Återvänder efter lån till Brighton & Hove Albion) |

| Nr | Land            | Pos | Namn                                                              |
| -- | --------------- | --- | ----------------------------------------------------------------- |
|    | Australien      | F   | Scott Jamieson (till Melbourne City)                              |
|    | Danmark         | MF  | Mads Albæk (till Kaiserslautern)                                  |
|    | Sverige         | F   | Mattias Bjärsmyr (till Sivasspor)                                 |
|    | Elfenbenskusten | MF  | Abdul Razak (Utlånad till AFC Eskilstuna)                         |
|    | Ghana           | MF  | Lawson Sabah (Utlånad till Varbergs BoIS)                         |
|    | Sverige         | MV  | John Alvbåge (Utlånad till Stabaek)                               |
|    | Norge           | MF  | Henrik Björdal (Återvänder efter lån till Brighton & Hove Albion) |

### IFK Norrköping
| Nr | Land    | Pos | Namn                                |
| -- | ------- | --- | ----------------------------------- |
|    | Danmark | MF  | Alexander Jakobsen (från Viborg)    |
|    | Norge   | MV  | Aslak Falch (från Vålerengen)       |
|    | Sverige | F   | Johannes Vall (från Falkenbergs FF) |

| Nr | Land    | Pos | Namn                                |
| -- | ------- | --- | ----------------------------------- |
|    | Danmark | MF  | Alexander Jakobsen (från Viborg)    |
|    | Norge   | MV  | Aslak Falch (från Vålerengen)       |
|    | Sverige | F   | Johannes Vall (från Falkenbergs FF) |

| Nr | Land      | Pos | Namn                                        |
| -- | --------- | --- | ------------------------------------------- |
|    | Sverige   | MF  | Nicklas Bärkroth (till Lech Poznan)         |
|    | Österrike | MV  | Michael Langer (till Schalke 04)            |
|    | Sverige   | F   | Christopher Telo (till Molde)               |
|    | Sverige   | A   | Tidjani Diawara (till Nyköpings BIS)        |
|    | Sverige   | MV  | Otto Martler (till GAIS)                    |
|    | Sverige   | MF  | Niclas Eliasson (till Bristol City)         |
|    | Sverige   | A   | Sebastian Andersson (till Kaiserslautern)   |
|    | Sverige   | F   | Mohanad Jeahze (Utlånad till Syrianska FC)  |
|    | Sverige   | A   | Adin Bukva (Utlånad till Husqvarna FF)      |
|    | Sverige   | MV  | Julius Lindgren (Utlånad till Husqvarna FF) |

| Nr | Land      | Pos | Namn                                        |
| -- | --------- | --- | ------------------------------------------- |
|    | Sverige   | MF  | Nicklas Bärkroth (till Lech Poznan)         |
|    | Österrike | MV  | Michael Langer (till Schalke 04)            |
|    | Sverige   | F   | Christopher Telo (till Molde)               |
|    | Sverige   | A   | Tidjani Diawara (till Nyköpings BIS)        |
|    | Sverige   | MV  | Otto Martler (till GAIS)                    |
|    | Sverige   | MF  | Niclas Eliasson (till Bristol City)         |
|    | Sverige   | A   | Sebastian Andersson (till Kaiserslautern)   |
|    | Sverige   | F   | Mohanad Jeahze (Utlånad till Syrianska FC)  |
|    | Sverige   | A   | Adin Bukva (Utlånad till Husqvarna FF)      |
|    | Sverige   | MV  | Julius Lindgren (Utlånad till Husqvarna FF) |

### IK Sirius
| Nr | Land    | Pos | Namn                                   |
| -- | ------- | --- | -------------------------------------- |
|    | Sverige | MF  | Elias Andersson (från Varbergs BoIS)   |
|    | Sverige | A   | Shkodran Maholli (från BK Häcken)      |
|    | Sverige | MF  | Sam Lundholm (från NEC Nijmegen)       |
|    | Sverige | A   | Zackarias Faour (från Manchester City) |

| Nr | Land    | Pos | Namn                                   |
| -- | ------- | --- | -------------------------------------- |
|    | Sverige | MF  | Elias Andersson (från Varbergs BoIS)   |
|    | Sverige | A   | Shkodran Maholli (från BK Häcken)      |
|    | Sverige | MF  | Sam Lundholm (från NEC Nijmegen)       |
|    | Sverige | A   | Zackarias Faour (från Manchester City) |

| Nr | Land                    | Pos | Namn                                       |
| -- | ----------------------- | --- | ------------------------------------------ |
|    | Ghana                   | MF  | Kingsley Sarfo (till Malmö FF)             |
|    | Bosnien och Hercegovina | A   | Dragan Kapcevic (till Östers IF)           |
|    | Sverige                 | MV  | Benny Lekström (till Hammarby IF)          |
|    | Sverige                 | MF  | Diego Montiel (Utlånad till Gefle IF)      |
|    | Sverige                 | F   | Jakob Bergman (Utlånad till Nyköpings BIS) |

| Nr | Land                    | Pos | Namn                                       |
| -- | ----------------------- | --- | ------------------------------------------ |
|    | Ghana                   | MF  | Kingsley Sarfo (till Malmö FF)             |
|    | Bosnien och Hercegovina | A   | Dragan Kapcevic (till Östers IF)           |
|    | Sverige                 | MV  | Benny Lekström (till Hammarby IF)          |
|    | Sverige                 | MF  | Diego Montiel (Utlånad till Gefle IF)      |
|    | Sverige                 | F   | Jakob Bergman (Utlånad till Nyköpings BIS) |

### Jönköpings Södra IF
| Nr | Land    | Pos | Namn                                                     |
| -- | ------- | --- | -------------------------------------------------------- |
|    | Sverige | A   | Fredrik Olsson (från Halmstads BK)                       |
|    | Sverige | MF  | Anton Andreasson (från Pro Patria)                       |
|    | Sverige | A   | Markus Tegebäck (Återvänder efter lån från Husqvarna FF) |

| Nr | Land    | Pos | Namn                                                     |
| -- | ------- | --- | -------------------------------------------------------- |
|    | Sverige | A   | Fredrik Olsson (från Halmstads BK)                       |
|    | Sverige | MF  | Anton Andreasson (från Pro Patria)                       |
|    | Sverige | A   | Markus Tegebäck (Återvänder efter lån från Husqvarna FF) |

| Nr | Land    | Pos | Namn                        |
| -- | ------- | --- | --------------------------- |
|    | Spanien | MF  | Sergio Cala (Klubb ej klar) |

| Nr | Land    | Pos | Namn                        |
| -- | ------- | --- | --------------------------- |
|    | Spanien | MF  | Sergio Cala (Klubb ej klar) |

### Kalmar FF
| Nr | Land      | Pos | Namn                                                               |
| -- | --------- | --- | ------------------------------------------------------------------ |
|    | Brasilien | A   | Romário (från Rio Branco)                                          |
|    | Sverige   | MF  | Jonathan Ring (från Gençlerbirliği)                                |
|    | Kosovo    | A   | Erton Fejzullahu (från Sarpsborg 08)                               |
|    | Norge     | MF  | Harmeet Singh (från Wisła Płock)                                   |
|    | Sverige   | F   | Mikael Dyrestam (från NEC Nijmegen)                                |
|    | Sverige   | A   | Philip Hellquist (från Wolfsberger)                                |
|    | Sverige   | F   | Sebastian Starke Hedlund (Återvänder efter lån från Varbergs BoIS) |
|    | Uganda    | A   | Lumala Abdu (Återvänder efter lån från Varbergs BoIS)              |

| Nr | Land      | Pos | Namn                                                               |
| -- | --------- | --- | ------------------------------------------------------------------ |
|    | Brasilien | A   | Romário (från Rio Branco)                                          |
|    | Sverige   | MF  | Jonathan Ring (från Gençlerbirliği)                                |
|    | Kosovo    | A   | Erton Fejzullahu (från Sarpsborg 08)                               |
|    | Norge     | MF  | Harmeet Singh (från Wisła Płock)                                   |
|    | Sverige   | F   | Mikael Dyrestam (från NEC Nijmegen)                                |
|    | Sverige   | A   | Philip Hellquist (från Wolfsberger)                                |
|    | Sverige   | F   | Sebastian Starke Hedlund (Återvänder efter lån från Varbergs BoIS) |
|    | Uganda    | A   | Lumala Abdu (Återvänder efter lån från Varbergs BoIS)              |

| Nr | Land      | Pos | Namn                                       |
| -- | --------- | --- | ------------------------------------------ |
|    | Sverige   | MF  | Svante Ingelsson (till Udinese)            |
|    | Brasilien | MF  | Ismael (till Akhmat Grozny)                |
|    | Uganda    | A   | Lumala Abdu (Utlånad till Helsingborgs IF) |
|    | Sverige   | MV  | John Håkansson (Utlånad till Husqvarna FF) |

| Nr | Land      | Pos | Namn                                       |
| -- | --------- | --- | ------------------------------------------ |
|    | Sverige   | MF  | Svante Ingelsson (till Udinese)            |
|    | Brasilien | MF  | Ismael (till Akhmat Grozny)                |
|    | Uganda    | A   | Lumala Abdu (Utlånad till Helsingborgs IF) |
|    | Sverige   | MV  | John Håkansson (Utlånad till Husqvarna FF) |

### Malmö FF
| Nr | Land    | Pos | Namn                                 |
| -- | ------- | --- | ------------------------------------ |
|    | Ghana   | MF  | Kingsley Sarfo (från IK Sirius)      |
|    | Sverige | MV  | Johan Dahlin (från Midtjylland)      |
|    | Nigeria | MF  | Bonke Innocent (från Lilleström)     |
|    | Sverige | A   | Carlos Strandberg (från Club Brugge) |

| Nr | Land    | Pos | Namn                                 |
| -- | ------- | --- | ------------------------------------ |
|    | Ghana   | MF  | Kingsley Sarfo (från IK Sirius)      |
|    | Sverige | MV  | Johan Dahlin (från Midtjylland)      |
|    | Nigeria | MF  | Bonke Innocent (från Lilleström)     |
|    | Sverige | A   | Carlos Strandberg (från Club Brugge) |

| Nr | Land    | Pos | Namn                                          |
| -- | ------- | --- | --------------------------------------------- |
|    | Sverige | MF  | Tobias Sana (till Århus)                      |
|    | Sverige | F   | Pa Konate (till SPAL)                         |
|    | Sverige | MV  | Johan Wiland (till Hammarby IF)               |
|    | Peru    | F   | Yoshimar Yotún (till Orlando City)            |
|    | Sverige | A   | Pawel Cibicki (till Leeds United)             |
|    | Sverige | A   | Teddy Bergqvist (Utlånad till Åtvidabergs FF) |

| Nr | Land    | Pos | Namn                                          |
| -- | ------- | --- | --------------------------------------------- |
|    | Sverige | MF  | Tobias Sana (till Århus)                      |
|    | Sverige | F   | Pa Konate (till SPAL)                         |
|    | Sverige | MV  | Johan Wiland (till Hammarby IF)               |
|    | Peru    | F   | Yoshimar Yotún (till Orlando City)            |
|    | Sverige | A   | Pawel Cibicki (till Leeds United)             |
|    | Sverige | A   | Teddy Bergqvist (Utlånad till Åtvidabergs FF) |

### Örebro SK
| Nr | Land    | Pos | Namn                                 |
| -- | ------- | --- | ------------------------------------ |
|    | Nigeria | A   | Isaac Boye (från Academy for Stars)  |
|    | Finland | MF  | Petteri Forsell (från Miedź Legnica) |

| Nr | Land    | Pos | Namn                                 |
| -- | ------- | --- | ------------------------------------ |
|    | Nigeria | A   | Isaac Boye (från Academy for Stars)  |
|    | Finland | MF  | Petteri Forsell (från Miedź Legnica) |

| Nr | Land    | Pos | Namn                                                    |
| -- | ------- | --- | ------------------------------------------------------- |
|    | Belgien | A   | Yannis Mbombo (Klubb ej klar)                           |
|    | Sverige | F   | Carl Ekstrand Hamrén (till Karlslunds IF)               |
|    | Ghana   | MF  | Divine Naah (återvänder efter lån till Manchester City) |

| Nr | Land    | Pos | Namn                                                    |
| -- | ------- | --- | ------------------------------------------------------- |
|    | Belgien | A   | Yannis Mbombo (Klubb ej klar)                           |
|    | Sverige | F   | Carl Ekstrand Hamrén (till Karlslunds IF)               |
|    | Ghana   | MF  | Divine Naah (återvänder efter lån till Manchester City) |

### Östersunds FK
| Nr | Land    | Pos | Namn                                      |
| -- | ------- | --- | ----------------------------------------- |
|    | Ghana   | F   | Patrick Kpozo (från AIK)                  |
|    | Sverige | MV  | Emil Hedvall (från Gefle IF)              |
|    | Ghana   | A   | Frank Ahrin (från Right to Dream)         |
|    | England | MV  | Andrew Mills (Inlånad från IFK Östersund) |

| Nr | Land    | Pos | Namn                                      |
| -- | ------- | --- | ----------------------------------------- |
|    | Ghana   | F   | Patrick Kpozo (från AIK)                  |
|    | Sverige | MV  | Emil Hedvall (från Gefle IF)              |
|    | Ghana   | A   | Frank Ahrin (från Right to Dream)         |
|    | England | MV  | Andrew Mills (Inlånad från IFK Östersund) |

| Nr | Land    | Pos | Namn                                                        |
| -- | ------- | --- | ----------------------------------------------------------- |
|    | Sverige | MF  | Sebastian Lundbäck (Utlånad till Team TG FF)                |
|    | Sverige | MF  | Darijan Bojanic (Återvänder efter lån till Helsingborgs IF) |

| Nr | Land    | Pos | Namn                                                        |
| -- | ------- | --- | ----------------------------------------------------------- |
|    | Sverige | MF  | Sebastian Lundbäck (Utlånad till Team TG FF)                |
|    | Sverige | MF  | Darijan Bojanic (Återvänder efter lån till Helsingborgs IF) |

## Superettan

### Dalkurd FF
| Nr | Land    | Pos | Namn                       |
| -- | ------- | --- | -------------------------- |
|    | Sverige | MF  | Malkolm Moënza (från GAIS) |

| Nr | Land    | Pos | Namn                       |
| -- | ------- | --- | -------------------------- |
|    | Sverige | MF  | Malkolm Moënza (från GAIS) |

| Nr | Land   | Pos | Namn                                    |
| -- | ------ | --- | --------------------------------------- |
|    | Kosovo | A   | Leonard Pllana (Utlånad till Norrby IF) |

| Nr | Land   | Pos | Namn                                    |
| -- | ------ | --- | --------------------------------------- |
|    | Kosovo | A   | Leonard Pllana (Utlånad till Norrby IF) |

### Degerfors IF
| Nr | Land     | Pos | Namn                                    |
| -- | -------- | --- | --------------------------------------- |
|    | Kroatien | MV  | Dario Miskic (från Dinamo Zagreb II)    |
|    | England  | F   | Kevin Wright (Inlånad från Fredrikstad) |

| Nr | Land     | Pos | Namn                                    |
| -- | -------- | --- | --------------------------------------- |
|    | Kroatien | MV  | Dario Miskic (från Dinamo Zagreb II)    |
|    | England  | F   | Kevin Wright (Inlånad från Fredrikstad) |

| Nr | Land    | Pos | Namn                                                      |
| -- | ------- | --- | --------------------------------------------------------- |
|    | Sverige | MF  | Oliver Nilsson (Utlånad till Nora BK)                     |
|    | Sverige | MF  | Kevin Gustavsson Stolpe (Utlånad till Nora BK)            |
|    | Sverige | F   | Mohanad Jeahze (Återvänder efter lån till IFK Norrköping) |

| Nr | Land    | Pos | Namn                                                      |
| -- | ------- | --- | --------------------------------------------------------- |
|    | Sverige | MF  | Oliver Nilsson (Utlånad till Nora BK)                     |
|    | Sverige | MF  | Kevin Gustavsson Stolpe (Utlånad till Nora BK)            |
|    | Sverige | F   | Mohanad Jeahze (Återvänder efter lån till IFK Norrköping) |

### Falkenbergs FF
| Nr | Land | Pos | Namn |
| -- | ---- | --- | ---- |

| Nr | Land | Pos | Namn |
| -- | ---- | --- | ---- |

| Nr | Land    | Pos | Namn                                |
| -- | ------- | --- | ----------------------------------- |
|    | Sverige | F   | Johannes Vall (till IFK Norrköping) |

| Nr | Land    | Pos | Namn                                |
| -- | ------- | --- | ----------------------------------- |
|    | Sverige | F   | Johannes Vall (till IFK Norrköping) |

### GAIS
| Nr | Land     | Pos | Namn                                          |
| -- | -------- | --- | --------------------------------------------- |
|    | Sverige  | MF  | Anton Wede (från Helsingborgs IF)             |
|    | Sverige  | MF  | Daniel Bennassar Nilsson (från Ängelholms FF) |
|    | Grekland | F   | Mavroudis Bougaidis (från Kissamikos)         |
|    | Sverige  | MF  | Simon Silverholt (från Halmstads BK)          |
|    | Sverige  | F   | August Wängberg (från Qviding FIF)            |
|    | Sverige  | MV  | Otto Martler (från IFK Norrköping)            |
|    | Sverige  | MF  | Calle Wede (från Helsingborgs IF)             |

| Nr | Land     | Pos | Namn                                          |
| -- | -------- | --- | --------------------------------------------- |
|    | Sverige  | MF  | Anton Wede (från Helsingborgs IF)             |
|    | Sverige  | MF  | Daniel Bennassar Nilsson (från Ängelholms FF) |
|    | Grekland | F   | Mavroudis Bougaidis (från Kissamikos)         |
|    | Sverige  | MF  | Simon Silverholt (från Halmstads BK)          |
|    | Sverige  | F   | August Wängberg (från Qviding FIF)            |
|    | Sverige  | MV  | Otto Martler (från IFK Norrköping)            |
|    | Sverige  | MF  | Calle Wede (från Helsingborgs IF)             |

| Nr | Land        | Pos | Namn                                               |
| -- | ----------- | --- | -------------------------------------------------- |
|    | Nya Zeeland | F   | Steven Old (till Morecambe)                        |
|    | Sverige     | MF  | Malkolm Moënza (till Dalkurd FF)                   |
|    | Sverige     | MF  | Arvin Shojaee (till Assyriska BK)                  |
|    | Sverige     | MF  | Pascal Olsson (Utlånad till Assyriska BK)          |
|    | Sverige     | MF  | Mattias Kano (Utlånad till Qviding FIF)            |
|    | Sverige     | MF  | Felix Kasper Eliasson (Utlånad till Lerums IS)     |
|    | Sverige     | MF  | Rickson Mansiamina (Återvänder efter lån till AIK) |

| Nr | Land        | Pos | Namn                                               |
| -- | ----------- | --- | -------------------------------------------------- |
|    | Nya Zeeland | F   | Steven Old (till Morecambe)                        |
|    | Sverige     | MF  | Malkolm Moënza (till Dalkurd FF)                   |
|    | Sverige     | MF  | Arvin Shojaee (till Assyriska BK)                  |
|    | Sverige     | MF  | Pascal Olsson (Utlånad till Assyriska BK)          |
|    | Sverige     | MF  | Mattias Kano (Utlånad till Qviding FIF)            |
|    | Sverige     | MF  | Felix Kasper Eliasson (Utlånad till Lerums IS)     |
|    | Sverige     | MF  | Rickson Mansiamina (Återvänder efter lån till AIK) |

### Gefle IF
| Nr | Land    | Pos | Namn                                      |
| -- | ------- | --- | ----------------------------------------- |
|    | Sverige | MF  | Yassin Housni (från IFK Haninge)          |
|    | Ukraina | MF  | Igor Zhurakhovskyi (från Olimpik Donetsk) |
|    | Norge   | A   | Bajram Ajeti (från Lilleström)            |
|    | Sverige | F   | Anton Kralj (Inlånad från Malmö FF U19)   |
|    | Peru    | MF  | Juan Diego Gutiérrez (Inlånad från Vejle) |
|    | Sverige | MF  | Diego Montiel (Inlånad från IK Sirius)    |

| Nr | Land    | Pos | Namn                                      |
| -- | ------- | --- | ----------------------------------------- |
|    | Sverige | MF  | Yassin Housni (från IFK Haninge)          |
|    | Ukraina | MF  | Igor Zhurakhovskyi (från Olimpik Donetsk) |
|    | Norge   | A   | Bajram Ajeti (från Lilleström)            |
|    | Sverige | F   | Anton Kralj (Inlånad från Malmö FF U19)   |
|    | Peru    | MF  | Juan Diego Gutiérrez (Inlånad från Vejle) |
|    | Sverige | MF  | Diego Montiel (Inlånad från IK Sirius)    |

| Nr | Land    | Pos | Namn                                                 |
| -- | ------- | --- | ---------------------------------------------------- |
|    | Sverige | A   | Johan Oremo (till Halmstads BK)                      |
|    | Sverige | A   | Tshutshu Tshakasua (Utlånad till IFK Luleå)          |
|    | Sverige | MF  | Adrian Bjelkendahl Haaranen (Utlånad till IFK Luleå) |
|    | Sverige | F   | Albin Lohikangas (Utlånad till Egersund)             |

| Nr | Land    | Pos | Namn                                                 |
| -- | ------- | --- | ---------------------------------------------------- |
|    | Sverige | A   | Johan Oremo (till Halmstads BK)                      |
|    | Sverige | A   | Tshutshu Tshakasua (Utlånad till IFK Luleå)          |
|    | Sverige | MF  | Adrian Bjelkendahl Haaranen (Utlånad till IFK Luleå) |
|    | Sverige | F   | Albin Lohikangas (Utlånad till Egersund)             |

### Helsingborgs IF
| Nr | Land    | Pos | Namn                                                      |
| -- | ------- | --- | --------------------------------------------------------- |
|    | Sverige | MV  | Pär Hansson (från Feyenoord)                              |
|    | Sverige | MF  | Johan Persson (från Hammarby IF)                          |
|    | Uganda  | A   | Lumala Abdu (Inlånad från Kalmar FF)                      |
|    | Sverige | F   | Jonathan Larsson (Återvänder efter lån från IFK Luleå)    |
|    | Sverige | MF  | Darijan Bojanic (Återvänder efter lån från Östersunds FK) |

| Nr | Land    | Pos | Namn                                                      |
| -- | ------- | --- | --------------------------------------------------------- |
|    | Sverige | MV  | Pär Hansson (från Feyenoord)                              |
|    | Sverige | MF  | Johan Persson (från Hammarby IF)                          |
|    | Uganda  | A   | Lumala Abdu (Inlånad från Kalmar FF)                      |
|    | Sverige | F   | Jonathan Larsson (Återvänder efter lån från IFK Luleå)    |
|    | Sverige | MF  | Darijan Bojanic (Återvänder efter lån från Östersunds FK) |

| Nr | Land    | Pos | Namn                                                     |
| -- | ------- | --- | -------------------------------------------------------- |
|    | Sverige | MF  | Anton Wede (till GAIS)                                   |
|    | Sverige | A   | Moustafa Zeidan (till Syrianska FC)                      |
|    | Danmark | F   | Frederik Helstrup (till Arka Gdynia)                     |
|    | Sverige | MF  | Calle Wede (till GAIS)                                   |
|    | Sverige | MF  | Alexander Achinioti Jönsson (Utlånad till Ängelholms FF) |

| Nr | Land    | Pos | Namn                                                     |
| -- | ------- | --- | -------------------------------------------------------- |
|    | Sverige | MF  | Anton Wede (till GAIS)                                   |
|    | Sverige | A   | Moustafa Zeidan (till Syrianska FC)                      |
|    | Danmark | F   | Frederik Helstrup (till Arka Gdynia)                     |
|    | Sverige | MF  | Calle Wede (till GAIS)                                   |
|    | Sverige | MF  | Alexander Achinioti Jönsson (Utlånad till Ängelholms FF) |

### IF Brommapojkarna
| Nr | Land    | Pos | Namn                                           |
| -- | ------- | --- | ---------------------------------------------- |
|    | Sverige | A   | Marko Nikolic (från Westerlo)                  |
|    | Sverige | MF  | Jesper Karlström (Inlånad från Djurgårdens IF) |
|    | Sverige | A   | Imad Khalili (Inlånad från Hammarby IF)        |

| Nr | Land    | Pos | Namn                                           |
| -- | ------- | --- | ---------------------------------------------- |
|    | Sverige | A   | Marko Nikolic (från Westerlo)                  |
|    | Sverige | MF  | Jesper Karlström (Inlånad från Djurgårdens IF) |
|    | Sverige | A   | Imad Khalili (Inlånad från Hammarby IF)        |

| Nr | Land    | Pos | Namn                           |
| -- | ------- | --- | ------------------------------ |
|    | Sverige | MF  | Anders Bååth (Klubb ej klar)   |
|    | Sverige | MF  | Jacob Stensson (Klubb ej klar) |

| Nr | Land    | Pos | Namn                           |
| -- | ------- | --- | ------------------------------ |
|    | Sverige | MF  | Anders Bååth (Klubb ej klar)   |
|    | Sverige | MF  | Jacob Stensson (Klubb ej klar) |

### IFK Värnamo
| Nr | Land      | Pos | Namn                              |
| -- | --------- | --- | --------------------------------- |
|    | Brasilien | A   | Paulo Marcelo (från São Bernardo) |
|    | Sverige   | MF  | Daniel Ask (från Landskrona BoIS) |

| Nr | Land      | Pos | Namn                              |
| -- | --------- | --- | --------------------------------- |
|    | Brasilien | A   | Paulo Marcelo (från São Bernardo) |
|    | Sverige   | MF  | Daniel Ask (från Landskrona BoIS) |

| Nr | Land    | Pos | Namn                         |
| -- | ------- | --- | ---------------------------- |
|    | Sverige | A   | Ellis Culum (till Gnosjö IF) |
|    | Sverige | A   | Elvis Dani (Klubb ej klar)   |

| Nr | Land    | Pos | Namn                         |
| -- | ------- | --- | ---------------------------- |
|    | Sverige | A   | Ellis Culum (till Gnosjö IF) |
|    | Sverige | A   | Elvis Dani (Klubb ej klar)   |

### IK Frej
| Nr | Land    | Pos | Namn                                        |
| -- | ------- | --- | ------------------------------------------- |
|    | Sverige | MF  | Mattias Bouvin (från Djurgårdens IF U19)    |
|    | Sverige | MV  | Marko Atanackovic (från Klubblös)           |
|    | Sverige | A   | Admir Ćatović (från Chimki)                 |
|    | Sverige | MF  | Jaudet Salih (Inlånad från GIF Sundsvall)   |
|    | Sverige | MF  | Joseph Ceesay (Inlånad från Djurgårdens IF) |
|    | Sverige | MF  | Dusan Jajic (Inlånad från Hammarby IF)      |

| Nr | Land    | Pos | Namn                                        |
| -- | ------- | --- | ------------------------------------------- |
|    | Sverige | MF  | Mattias Bouvin (från Djurgårdens IF U19)    |
|    | Sverige | MV  | Marko Atanackovic (från Klubblös)           |
|    | Sverige | A   | Admir Ćatović (från Chimki)                 |
|    | Sverige | MF  | Jaudet Salih (Inlånad från GIF Sundsvall)   |
|    | Sverige | MF  | Joseph Ceesay (Inlånad från Djurgårdens IF) |
|    | Sverige | MF  | Dusan Jajic (Inlånad från Hammarby IF)      |

| Nr | Land         | Pos | Namn                                           |
| -- | ------------ | --- | ---------------------------------------------- |
|    | Sierra Leone | MF  | Abu Bakarr Suma (till Assyriska FF)            |
|    | Spanien      | MV  | Fernando Carrillo Iglesias (till Vasalunds IF) |
|    | Sverige      | A   | Franco Karroum (Utlånad till BKV Norrtälje)    |

| Nr | Land         | Pos | Namn                                           |
| -- | ------------ | --- | ---------------------------------------------- |
|    | Sierra Leone | MF  | Abu Bakarr Suma (till Assyriska FF)            |
|    | Spanien      | MV  | Fernando Carrillo Iglesias (till Vasalunds IF) |
|    | Sverige      | A   | Franco Karroum (Utlånad till BKV Norrtälje)    |

### Norrby IF
| Nr | Land    | Pos | Namn                                                       |
| -- | ------- | --- | ---------------------------------------------------------- |
|    | Kosovo  | A   | Leonard Pllana (Inlånad från Dalkurd FF)                   |
|    | Sverige | A   | Hampus Gustavsson (Återvänder efter lån från Dalstorps IF) |

| Nr | Land    | Pos | Namn                                                       |
| -- | ------- | --- | ---------------------------------------------------------- |
|    | Kosovo  | A   | Leonard Pllana (Inlånad från Dalkurd FF)                   |
|    | Sverige | A   | Hampus Gustavsson (Återvänder efter lån från Dalstorps IF) |

| Nr | Land    | Pos | Namn                                      |
| -- | ------- | --- | ----------------------------------------- |
|    | Sverige | A   | Ibrahim Alushaj (till Skövde AIK)         |
|    | Sverige | F   | Meriton Qoraj (till Assyriska BK)         |
|    | Sverige | A   | Irfan Delimedjac (till Borås AIK)         |
|    | Sverige | F   | Mergim Shala (Klubb ej klar)              |
|    | Sverige | F   | Abbas Mohamad (Utlånad till Dalstorps IF) |

| Nr | Land    | Pos | Namn                                      |
| -- | ------- | --- | ----------------------------------------- |
|    | Sverige | A   | Ibrahim Alushaj (till Skövde AIK)         |
|    | Sverige | F   | Meriton Qoraj (till Assyriska BK)         |
|    | Sverige | A   | Irfan Delimedjac (till Borås AIK)         |
|    | Sverige | F   | Mergim Shala (Klubb ej klar)              |
|    | Sverige | F   | Abbas Mohamad (Utlånad till Dalstorps IF) |

### Syrianska FC
| Nr | Land     | Pos | Namn                                                |
| -- | -------- | --- | --------------------------------------------------- |
|    | Angola   | A   | Barkley Miguel Panzo (från Orléans)                 |
|    | Kroatien | A   | Nikola Gacesa (från NK Zagreb)                      |
|    | Serbien  | MF  | Nikola Krcmarevic (från Panelefsiniakos)            |
|    | Sverige  | A   | Moustafa Zeidan (från Helsingborgs IF)              |
|    | Sverige  | MF  | Kamal Mustafa (från Falkenbergs FF)                 |
|    | Sverige  | F   | David Yarar (från Södertälje FK)                    |
|    | Sverige  | MF  | Ihab Naser (från IFK Norrköping)                    |
|    | Sverige  | MV  | Dejan Garaca (från Utenis Utena)                    |
|    | Sverige  | F   | Samuel Persson (från Hammarby IF U19)               |
|    | Spanien  | F   | Alejandro Megia Ascaso (från Badalona)              |
|    | Sverige  | F   | Mohanad Jeahze (Inlånad från IFK Norrköping)        |
|    | Sverige  | MF  | Rickson Mansiamina (Inlånad från AIK)               |
|    | Sverige  | F   | Michel Dado Termanini (Inlånad från AFC Eskilstuna) |

| Nr | Land     | Pos | Namn                                                |
| -- | -------- | --- | --------------------------------------------------- |
|    | Angola   | A   | Barkley Miguel Panzo (från Orléans)                 |
|    | Kroatien | A   | Nikola Gacesa (från NK Zagreb)                      |
|    | Serbien  | MF  | Nikola Krcmarevic (från Panelefsiniakos)            |
|    | Sverige  | A   | Moustafa Zeidan (från Helsingborgs IF)              |
|    | Sverige  | MF  | Kamal Mustafa (från Falkenbergs FF)                 |
|    | Sverige  | F   | David Yarar (från Södertälje FK)                    |
|    | Sverige  | MF  | Ihab Naser (från IFK Norrköping)                    |
|    | Sverige  | MV  | Dejan Garaca (från Utenis Utena)                    |
|    | Sverige  | F   | Samuel Persson (från Hammarby IF U19)               |
|    | Spanien  | F   | Alejandro Megia Ascaso (från Badalona)              |
|    | Sverige  | F   | Mohanad Jeahze (Inlånad från IFK Norrköping)        |
|    | Sverige  | MF  | Rickson Mansiamina (Inlånad från AIK)               |
|    | Sverige  | F   | Michel Dado Termanini (Inlånad från AFC Eskilstuna) |

| Nr | Land            | Pos | Namn                                                |
| -- | --------------- | --- | --------------------------------------------------- |
|    | Haiti           | A   | Kervens Belfort (till Zira)                         |
|    | Sverige         | F   | Victor Wernersson (till Vejle)                      |
|    | Elfenbenskusten | F   | Abdel Diarra (till Germinal Beerschot)              |
|    | Sverige         | MF  | Josef Ibrahim (till BK Forward)                     |
|    | Sverige         | F   | Filip Korkes (Utlånad till Arameisk-Syrianska IF)   |
|    | Angola          | A   | Barkley Miguel Panzo (Utlånad till Oskarshamns AIK) |

| Nr | Land            | Pos | Namn                                                |
| -- | --------------- | --- | --------------------------------------------------- |
|    | Haiti           | A   | Kervens Belfort (till Zira)                         |
|    | Sverige         | F   | Victor Wernersson (till Vejle)                      |
|    | Elfenbenskusten | F   | Abdel Diarra (till Germinal Beerschot)              |
|    | Sverige         | MF  | Josef Ibrahim (till BK Forward)                     |
|    | Sverige         | F   | Filip Korkes (Utlånad till Arameisk-Syrianska IF)   |
|    | Angola          | A   | Barkley Miguel Panzo (Utlånad till Oskarshamns AIK) |

### Trelleborgs FF
| Nr | Land | Pos | Namn |
| -- | ---- | --- | ---- |

| Nr | Land | Pos | Namn |
| -- | ---- | --- | ---- |

| Nr | Land        | Pos | Namn                                      |
| -- | ----------- | --- | ----------------------------------------- |
|    | Afghanistan | MF  | Norlla Amiri (till FC Rosengård)          |
|    | Sverige     | A   | Filip Andersson (Utlånad till Kvarnby IK) |

| Nr | Land        | Pos | Namn                                      |
| -- | ----------- | --- | ----------------------------------------- |
|    | Afghanistan | MF  | Norlla Amiri (till FC Rosengård)          |
|    | Sverige     | A   | Filip Andersson (Utlånad till Kvarnby IK) |

### Varbergs BoIS
| Nr | Land    | Pos | Namn                                      |
| -- | ------- | --- | ----------------------------------------- |
|    | Sverige | MF  | Gustav Berggren (Inlånad från BK Häcken)  |
|    | Sverige | MF  | Jakob Olsson (Inlånad från Ljungskile SK) |
|    | Ghana   | MF  | Lawson Sabah (Inlånad från IFK Göteborg)  |

| Nr | Land    | Pos | Namn                                      |
| -- | ------- | --- | ----------------------------------------- |
|    | Sverige | MF  | Gustav Berggren (Inlånad från BK Häcken)  |
|    | Sverige | MF  | Jakob Olsson (Inlånad från Ljungskile SK) |
|    | Ghana   | MF  | Lawson Sabah (Inlånad från IFK Göteborg)  |

| Nr | Land    | Pos | Namn                                                           |
| -- | ------- | --- | -------------------------------------------------------------- |
|    | Sverige | MF  | Elias Andersson (till IK Sirius)                               |
|    | Sverige | F   | Sebastian Starke Hedlund (Återvänder efter lån till Kalmar FF) |
|    | Uganda  | A   | Lumala Abdu (Återvänder efter lån till Kalmar FF)              |
|    | Sverige | F   | Billy Nordström (Återvänder efter lån till IFK Göteborg)       |

| Nr | Land    | Pos | Namn                                                           |
| -- | ------- | --- | -------------------------------------------------------------- |
|    | Sverige | MF  | Elias Andersson (till IK Sirius)                               |
|    | Sverige | F   | Sebastian Starke Hedlund (Återvänder efter lån till Kalmar FF) |
|    | Uganda  | A   | Lumala Abdu (Återvänder efter lån till Kalmar FF)              |
|    | Sverige | F   | Billy Nordström (Återvänder efter lån till IFK Göteborg)       |

### Åtvidabergs FF
| Nr | Land    | Pos | Namn                                    |
| -- | ------- | --- | --------------------------------------- |
|    | Sverige | A   | Teddy Bergqvist (Inlånad från Malmö FF) |

| Nr | Land    | Pos | Namn                                    |
| -- | ------- | --- | --------------------------------------- |
|    | Sverige | A   | Teddy Bergqvist (Inlånad från Malmö FF) |

| Nr | Land    | Pos | Namn                                       |
| -- | ------- | --- | ------------------------------------------ |
|    | Sverige | MF  | Oliver Bohlin Westman (till Nyköpings BIS) |
|    | Sverige | MV  | Gustaf Halvardsson (till Assyriska BK)     |
|    | Sverige | A   | Samuel Holm (Avslutar karriären)           |

| Nr | Land    | Pos | Namn                                       |
| -- | ------- | --- | ------------------------------------------ |
|    | Sverige | MF  | Oliver Bohlin Westman (till Nyköpings BIS) |
|    | Sverige | MV  | Gustaf Halvardsson (till Assyriska BK)     |
|    | Sverige | A   | Samuel Holm (Avslutar karriären)           |

### Örgryte IS
| Nr | Land    | Pos | Namn                                    |
| -- | ------- | --- | --------------------------------------- |
|    | Sverige | F   | Petter Björlund (från 07 Vestur)        |
|    | England | A   | Hakeem Araba (från Næstved Boldklub)    |
|    | Sverige | A   | Albin Skoglund (Inlånad från BK Häcken) |

| Nr | Land    | Pos | Namn                                    |
| -- | ------- | --- | --------------------------------------- |
|    | Sverige | F   | Petter Björlund (från 07 Vestur)        |
|    | England | A   | Hakeem Araba (från Næstved Boldklub)    |
|    | Sverige | A   | Albin Skoglund (Inlånad från BK Häcken) |

| Nr | Land    | Pos | Namn                                              |
| -- | ------- | --- | ------------------------------------------------- |
|    | Kamerun | MF  | Alexis Yougouda Kada (Klubb ej klar)              |
|    | Sverige | A   | Dardan Mustafa (till Assyriska BK)                |
|    | Sverige | MF  | Rasmus Andernil Bozic (Utlånad till Assyriska BK) |

| Nr | Land    | Pos | Namn                                              |
| -- | ------- | --- | ------------------------------------------------- |
|    | Kamerun | MF  | Alexis Yougouda Kada (Klubb ej klar)              |
|    | Sverige | A   | Dardan Mustafa (till Assyriska BK)                |
|    | Sverige | MF  | Rasmus Andernil Bozic (Utlånad till Assyriska BK) |

### Östers IF
| Nr | Land                    | Pos | Namn                              |
| -- | ----------------------- | --- | --------------------------------- |
|    | Bosnien och Hercegovina | A   | Dragan Kapcevic (från IK Sirius)  |
|    | Sverige                 | F   | Simon Strand (från Assyriska FF)  |
|    | Norge                   | F   | Morten Sundli (från Sarpsborg 08) |

| Nr | Land                    | Pos | Namn                              |
| -- | ----------------------- | --- | --------------------------------- |
|    | Bosnien och Hercegovina | A   | Dragan Kapcevic (från IK Sirius)  |
|    | Sverige                 | F   | Simon Strand (från Assyriska FF)  |
|    | Norge                   | F   | Morten Sundli (från Sarpsborg 08) |

| Nr | Land    | Pos | Namn                                       |
| -- | ------- | --- | ------------------------------------------ |
|    | Sverige | F   | Elmin Nurkić (till Egersund)               |
|    | Sverige | MF  | Jonathan Levi (till Rosenborg)             |
|    | Sverige | F   | Jesper Lövdahl (Utlånad till IK Oddevold)  |
|    | Sverige | F   | Filip Örnblom (Utlånad till Ängelholms FF) |
|    | Ghana   | MF  | Enoch Adu (Utlånad till FK Karlskrona)     |

| Nr | Land    | Pos | Namn                                       |
| -- | ------- | --- | ------------------------------------------ |
|    | Sverige | F   | Elmin Nurkić (till Egersund)               |
|    | Sverige | MF  | Jonathan Levi (till Rosenborg)             |
|    | Sverige | F   | Jesper Lövdahl (Utlånad till IK Oddevold)  |
|    | Sverige | F   | Filip Örnblom (Utlånad till Ängelholms FF) |
|    | Ghana   | MF  | Enoch Adu (Utlånad till FK Karlskrona)     |